# Фоде Фофана (гвінейський футболіст)
Фоде Ба Фофана (фр. Fodé Ba Fofana; нар. 14 листопада 1961) — гвінейський футболіст, що грав на позиції нападника. На клубному рівні Фофана грав у складі команди «Хафія». У 1979 році Фоде Фофана у складі молодіжної збірної Гвінеї брав участь у молодіжному чемпіонаті світу з футболу. З 1980 до 1988 року футболіст грав у складі національної збірної Гвінеї, у складі якої брав участь у Кубка африканських націй 1980 року. Загалом у складі національної збірної Фофана зіграв 8 матчів, у яких забитими голами не відзначився.